# Campigneulles-les-Grandes
Campigneulles-les-Grandes è un comune francese di 309 abitanti situato nel dipartimento del Passo di Calais nella regione dell'Alta Francia.

## Società

### Evoluzione demografica
Abitanti censiti